# Trieng
Trieng is een bestuurslaag in het regentschap Aceh Utara van de provincie Atjeh, Indonesië. Trieng telt 323 inwoners (volkstelling 2010).